# RTV GO
RTV GO (Radio Televisie Gemeente Oldambt) is de lokale radio en televiziezender in de gemeente Oldambt.

## Geschiedenis
In 1988 werd Radio Winschoten opgericht, in 2004 werd de samenwerking aangegaan met Radio Reiderland. Uit die samenwerking kwam ook een tv-tak voort en werd de samenwerking RTV Blauwestad gedoopt. In 2010 zijn de vroegere Omroep Scheemda en RTV Blauwestad opgegaan in de lokale publieke omroep RTV Logo, dat staat voor Lokale Omroep Gemeente Oldambt. Vanaf 2016 zendt de stichting Logo uit onder de naam RTV GO! op zowel radio als tv (inclusief kabelkrant).

## Groningen 1
RTV GO maakt deel uit van het samenwerkingsverband Groningen 1 (G1). Daarin zit ook Radio Westerwolde opgenomen. Samen proberen de omroepen informatie uit de streek te brengen op radio, tv en internet. Met programma's zoals De Dag vanmorgen, Lunchtijd, Het pakhuis van de hits, Het gevoel van de 80's & 90's, Plaatwerk en Jong&Wilt!. Proberen de makers voor iedereen en leuke muziekmix te bezorgen. Daarnaast zijn er vaak op feestdagen speciale uitzendingen rond een bepaald thema in de muziek geschiedenis.

## Radiofrequenties Groningen 1
- FM 105.8 (omgeving Oldambt)
- FM 106.5 (omgeving Ter Apel)
- FM 106.6 (omgeving Bellingwolde)
- FM 107.0 (omgeving Vlagtwedde)
- FM 107.3 (omgeving Pekela)